# Tanya Andreeva
Tanya Lyoubomirova Andreeva-Rajnova (en bulgare : Таня Любомирова Андреева-Райнова), née le 7 juillet 1973 à Sofia, est une femme politique bulgare membre du Parti socialiste bulgare (BSP). Elle est ministre de la Santé entre le 29 mai 2013 et le 6 août 2014.

## Biographie

### Formation et vie professionnelle
Elle est gynécologue-obstétricienne de formation et diplômée en management de la santé. En novembre 2011 elle devient directrice de l'hôpital Sheynovo de gynécologie obstétrique à Sofia.

### Activités politiques
Membre du BSP, elle est élue députée à l'Assemblée nationale en 2013. Le 29 mai suivant, elle est nommée ministre de la Santé dans le gouvernement de centre-gauche de Plamen Orecharski. Elle est remplacée le 6 août 2014 par l'indépendant Miroslav Nenkov.